# John Fowler (ingeniero agrónomo)
John Fowler (11 de julio de 1826 - 4 de diciembre de 1864) fue un ingeniero agrónomo inglés, pionero en el uso de máquinas de vapor para arar y cavar zanjas de drenaje. Sus inventos redujeron significativamente el costo de arar las tierras de cultivo y también permitieron el drenaje de tierras previamente no cultivadas en muchas partes del mundo.

## Primeros años
Fowler nació en Melksham, Wiltshire. Su padre, John Fowler, era un rico comerciante cuáquero, que se había casado con Rebecca Hull, con quien tuvo tres hijas y cinco hijos, de los cuales Fowler era el tercer hijo. Cuando dejó la escuela, siguió los deseos de su padre y comenzó a trabajar para un comerciante local de maíz, pero cuando llegó a la mayoría de edad en 1847 le dio la espalda al negocio del maíz y se unió a la firma de ingeniería de Gilkes Wilson and Company de Middlesbrough. Entre otras cosas, la compañía estuvo involucrada en la construcción de locomotoras de vapor y motores de cabrestante para la minería. La compañía construyó varias locomotoras para el Ferrocarril de Stockton y Darlington.

## Cambio de carrera
Podría haberse quedado en la firma Middlesbrough y haberse labrado una reputación allí, si no hubiera sido por una visita casual a Irlanda en 1849, probablemente por negocios. Esto fue en la época de la hambruna irlandesa de la patata, cuando la agricultura irlandesa dependía de este cultivo, mientras que gran parte de la tierra estaba sin cultivar debido al mal drenaje. Esto afectó a Fowler, que estaba convencido de que debía de haber una forma de habilitar más tierras productivas. La forma habitual de drenar la tierra agrícola era usar un arado para cavar un canal de drenaje subterráneo. Este arado tenía una cuchilla vertical con un "topo" cilíndrico unido al fondo. La reja apuntaba hacia el extremo frontal y, a medida que se movía a través del suelo, dejaba un canal horizontal en el que se podían colocar tuberías de drenaje porosas. Sin embargo, esto requería un poder de tracción considerable, de modo que el tamaño del arado estaba limitado por la fuerza de los equipos de caballos que tiraban de él. Fowler regresó a Inglaterra y desarrolló un motor de arado que cavaría canales de drenaje. 

## Primer arado de drenaje
La máquina de Fowler se arrastraba sobre el campo utilizando unos rodillos, tirando del arado-topo a medida que avanzaba. Era arrastrado por un equipo de caballos que giraban alrededor de un cabrestante, enrollando una cuerda que pasaba a través de una polea firmemente anclada en el otro extremo del campo. La máquina tenía una cadena de tuberías de drenaje unidas en la parte trasera, que eran arrastradas a lo largo de la zanja excavada. Al completar cada tramo de desagües, se giraba la máquina, se soltaba la cuerda y la polea se colocaba de nuevo, lista para el próximo tramo. Fowler tuvo problemas con los engranajes del cabrestante y con la cuerda resbalando sobre el cabrestante, pero pudo demostrar su máquina en una reunión de la Real Sociedad Agrícola de Inglaterra en Exeter en 1850, siendo capaz de tender un drenaje a una profundidad de 0,75 m en arcilla pesada. Su invento recibió una medalla de plata y fue señalado como "en conjunto, la aportación más importante de la exposición".

## Segundo arado de drenaje
Fowler decidió cambiar su diseño para que la máquina accionada por los caballos de tiro permaneciera fija en una esquina del campo, disponiendo un cabrestante vertical alrededor del cual se enroscó una cuerda, que pasaba a lo largo del borde del campo hasta una polea firmemente anclada y luego pasaba en ángulo recto a través del campo hasta el arado-topo. Mientras los caballos accionaban el cabrestante, la cuerda arrastraría el arado por el campo, cavando un canal de drenaje e insertando una longitud de tuberías de drenaje. Cuando se había completado cada longitud, la polea se movería a una nueva posición, se soltaría la cuerda y el arado se llevaría al otro lado del campo, listo para comenzar el siguiente canal. El diseño fue una gran mejora con respecto al anterior, ya que los caballos de tiro no tenían que arrastrar la máquina por el campo, solo el arado. Fowler demostró su nuevo arado de drenaje en la Gran Exposición de 1851 y en la reunión de la Real Sociedad Agrícola de Inglaterra en Gloucester en 1853, donde recibió otra medalla de plata. Pudo tender desagües a una profundidad de 1,1 metros.

## Primer arado de drenaje impulsado por vapor
Al principio de su carrera, Fowler había trabajado con máquinas de vapor y la progresión lógica era aplicar este método de potencia a su arado de drenaje. Esto lo hizo en 1852, cuando diseñó una máquina de vapor con un cabrestante montado frente a la caja de humos y una cuerda que corría desde allí, alrededor de una polea anclada en el extremo más alejado del campo y de regreso al motor. La máquina se arrastraba por el campo, llevando el arado topo detrás. Por lo tanto, el diseño era similar al de su primera máquina. El experimento fue un fracaso porque el motor de vapor resultó ser demasiado pesado para moverse fácilmente sobre terreno blando. Sin embargo, en el mismo año, el 21 de octubre, Fowler recibió la patente número 480 por "Mejoras en la maquinaria para el drenaje de tierras", que se cree que es una de las primeras patentes para el uso de energía del vapor en la agricultura.

## Segundo arado de drenaje impulsado por vapor
Tras el fracaso de su primer arado impulsado por vapor, Fowler volvió al diseño utilizado para su segundo arado impulsado por caballos. Su nuevo diseño consistía en una máquina de vapor colocada en una esquina del campo que accionaba un cabrestante. Una cuerda conducía desde el cabrestante a lo largo del costado del campo, alrededor de una polea firmemente anclada y a través del campo hasta el arado-topo. A medida que el cabrestante tiraba de la cuerda, el arado atravesaba el campo cavando un canal de drenaje a medida que avanzaba. El motor también tenía un segundo cabrestante con una cuerda pasando alrededor de la misma polea anclada y luego cruzando el campo y alrededor de una segunda polea y de vuelta al arado. Esta segunda cuerda se usaría para arrastrar el arado de regreso a su punto de partida después de completar una línea de drenaje. Ambas poleas se volverían a anclar en ambos extremos del siguiente canal a cavar y se repetiría el proceso de arado. El arado de vapor se demostró en la reunión de la Real Sociedad Agrícola de Inglaterra en Lincoln en 1854.

## Arado a vapor
Parecía una progresión obvia usar el último arado impulsado por vapor de Fowler para un arado normal, en lugar de solo para excavar zanjas de drenaje. Sin embargo, el arado normal era un trabajo mucho más liviano que un equipo de caballos podía realizar perfectamente y, en comparación, el arado impulsado por vapor era bastante engorroso. Una forma de mejorar su eficiencia sería diseñar un arado que pudiera arar en cualquier dirección sin tener que girarlo. Fowler logró esto diseñando un bastidor para el arado que tenía dos arados unidos como una especie de balancín. Una de las dos cuchillas del arado se balancearía hacia abajo para hacer contacto con el suelo, dependiendo de la dirección en la que el arado debía viajar. Al final de cada surco, las poleas ancladas se moverían ligeramente, listas para el siguiente surco. 
La firma Ransome y Sims construyó el nuevo motor en sus talleres de Orwell en Ipswich, y el 10 de abril de 1856 se llevó a cabo una prueba en Nacton en la que se aró 1 acre en una hora. A pesar de que el motor y el arado se adaptaron bien a la tarea, el esfuerzo de reubicar las poleas en cada extremo del campo fue demasiado lento. 
Fowler resolvió el problema anterior al usar un carro pesado con una polea montada debajo del marco. El carro tenía ruedas de disco que se clavaban en el suelo para que actuara como un ancla para la polea. Se colocarían dos carros en los extremos opuestos del surco para tirar del arado en cualquier dirección, y después de completar un surco, los carros se colocarían en posición para el siguiente surco. 
El sistema de arado modificado de Fowler se demostró en la reunión de la Royal Agricultural Society of England en Chelmsford en 1856. y en la siguiente reunión en Salisbury en 1857. En 1854, el RASE había ofrecido un premio de 200 libras por el mejor sistema de cultivo mecánico, y desde entonces se había elevado a 500 libras. En Chelmsford, el sistema de arado de Fowler se enfrentó a un sistema de arado rival diseñado por John Smith de Woolston. El diseño de Smith no cumplió con todas las condiciones de los jueces y fue descalificado. El sistema de Fowler funcionó muy bien, pero el costo estimado de su trabajo fue de 7s 2½ d por acre en comparación con los 7s para arar con caballos. Por lo tanto, los jueces decidieron no otorgar el premio, una amarga decepción para Fowler, quien pensó que la velocidad superior de su sistema sobre el arado de caballos debería haberse tenido en cuenta.
Un juicio similar se llevó a cabo en la reunión de RASE en Salisbury en 1857, pero nuevamente el premio fue retenido. Sin embargo, Fowler recibió las 200 libras otorgadas por la Royal Highland and Agricultural Society of Scotland, después de un concurso en Stirling ese mismo año, a pesar de que los jueces acordaron que el único participante no había cumplido exactamente las condiciones, las mejoras fueron impresionantes. Fowler regresó para disputar el concurso de arado RASE en Chester en 1858. Varios competidores se le opusieron, pero tuvo éxito al recibir el premio de 500 libras.

## Matrimonio
El 30 de julio de 1857, Fowler se casó con su prima tercera, Elizabeth Lucy (1833-1881), quinta hija de Joseph Pease, diputado de South Durham. Joseph Pease era un cuáquero rico de Darlington que había apoyado la propuesta de su padre Edward Pease para el Ferrocarril de Stockton y Darlington. Fowler se había familiarizado más estrechamente con la familia Pease cuando trabajaba en Middlesbrough. Fowler y su esposa se establecieron en Havering en Essex y tuvieron cinco hijos: Emma Mary Fowler (4 de mayo de 1858 - 13 de diciembre de 1939), Edith Rebecca Fowler (15 de octubre de 1859 - 6 de diciembre de 1895), Laura Elizabeth Fowler (16 de marzo de 1861 - 11 de octubre) 1941), John Ernest Fowler (3 de enero de 1863 - 21 de abril de 1884), y Lucy Pease Fowler (25 de abril de 1864 - 22 de agosto de 1909). 

## Arado de doble motor
En 1856, Fowler presentó una patente relacionada con un método de arado utilizando dos motores móviles, colocados en los extremos opuestos del campo y cada uno utilizando un cabrestante para arrastrar un arado hacia atrás y hacia adelante entre ellos. Este sistema eliminó la necesidad de poleas y anclajes, pero era más costoso, ya que requería dos motores, de los cuales solo uno funcionaba a la vez. Se cree que Fowler perseveró con su sistema de arado monomotor porque era más barato y lo veía más asequible para el agricultor promedio. Finalmente, el método de arado de doble motor reemplazó al sistema de un solo motor que había ganado el premio en Chester. Debido a su costo, normalmente era operado por contratistas. 
Fowler mostró por primera vez su sistema de arado de doble motor en el ensayo de arado RASE en Worcester en 1863. Compitió en 1864 en Newcastle upon Tyne contra un sistema de arado diseñado por sus grandes rivales, los hermanos Howard de Bedford. El sistema de Fowler se llevó todos los premios. 

## Carrera posterior

Locotractor a vapor en Mt Warrenheip, cerca de Ballarat

Entre 1850 y 1864, Fowler sacó en su propio nombre y en asociación con otras personas treinta y dos patentes para arados y arados, segadoras, sembradoras, motores de tracción, válvulas deslizantes, tendido de cables de telégrafo eléctrico y la fabricación de ladrillos y azulejos. 
En 1858, tenía cuarenta equipos de aparejos en uso, y en 1861 tenía cien juegos funcionando. A partir de 1860, la fabricación de la maquinaria de sus arados fue realizada por la firma de Kitson y Hewitson de Leeds. 

### John Fowler y Compañía
En 1862, Fowler formó una sociedad con William Watson Hewitson de la firma anterior, y fundó Hewitson y Fowler con sede en Hunslet. Un año después, Hewitson murió y la empresa se convirtió en John Fowler and Company. Los juegos de arado de Fowler se vendieron en todo el mundo y fueron responsables de poner en producción tierras que antes no se podían cultivar.

## Jubilación
Fowler había trabajado tanto en desarrollar sus ideas que había socavado su salud. Se le aconsejó que descansara más y se retiró a Ackworth en Yorkshire para recuperarse. Lo persuadieron para que comenzara a cazar como una forma de hacer ejercicio y, mientras salía a cazar, tuvo una caída y sufrió una fractura múltiple de su brazo. Mientras se recuperaba de este accidente, desarrolló el tétanos y murió el 4 de diciembre de 1864, en su casa en Ackworth, solo unos meses después de su gran triunfo en el concurso de arados de Newcastle, a los 38 años. 
Sus hermanos Robert, William y Barnard se habían unido a él en el negocio que había fundado y continuaron dirigiendo la empresa después de su muerte. El método de arado de Fowler se siguió utilizando hasta bien entrado el siglo XX, cuando el motor de combustión interna permitió el desarrollo de tractores ligeros pero potentes que podían arrastrar un arado detrás de ellos.
Un monumento a la invención de John Fowler del arado de vapor se colocó en la finca de Pierremont de su suegro en 1856, pero se trasladó en 1870 a South Park, Darlington. El zócalo todavía se puede ver allí, pero el arado que soportaba desapareció en 1970.

## Lecturas relacionadas
- Rolt, L.T.C., “Great Engineers”, 1962, G. Bell and Sons Ltd, ISBN –
- M. W. Kirby., "Men of Business and Politics", George Allen & Unwin. 1984. ISBN 0-04-941013-X –
- Joseph Gurney Pease., "A Wealth of Happiness and Many Bitter Trials", William Sessions of York. 1992. ISBN 1-85072-107-6 –

- Datos: Q1700095